# Yli-Luoma
Yli-Luoma eller Yliluoma är en sjö i Finland. Den ligger i kommunen Suomussalmi i landskapet Kajanaland, i den nordöstra delen av landet, 600 km norr om huvudstaden Helsingfors. Yli-Luoma ligger 236 meter över havet. Arean är 22,2 hektar och strandlinjen är 2,29 kilometer lång. Sjön  ingår i Uleälvens huvudavrinningsområde. 